# Champions paralympiques français
Liste des sportifs et sportives français (par sport et par chronologie) médaillés d'or lors des Jeux paralympiques d'été et d'hiver, à titre individuel ou par équipes, de 1960 à 2018.

## Jeux paralympiques d'été

### Athlétisme
| Nom                 | Discipline(s)                                                  | Année(s)                                          |
| ------------------- | -------------------------------------------------------------- | ------------------------------------------------- |
| Sébastien Barc      | 200 m T46                                                      | 2000                                              |
| Pierre Fairbank     | 200 m T53                                                      | 2000                                              |
| Claude Issorat      | 400 m T54 Relais 4 x 400 m T54                                 | 2000 · 2000                                       |
| Philippe Couprie    | Relais 4 x 400 m T54                                           | 2000                                              |
| Joël Jeannot        | Relais 4 x 400 m T54 10 000 m T54                              | 2000 · 2004                                       |
| Charles Tolle       | Relais 4 x 400 m T54                                           | 2000                                              |
| Stéphane Bozzolo    | Saut en longueur F12                                           | 2000                                              |
| Thierry Cibone      | Lancer du disque F35 Lancer du javelot F35 Lancer du poids F35 | 2000 · 2000 · 2000                                |
| Lutovico Halagahu   | Lancer du poids F44                                            | 2000                                              |
| Assia El Hannouni   | 100 m T12 200 m T12 400 m T12 800 m T12                        | 2004 · 2004, 2008, 2012 · 2004, 2008, 2012 · 2004 |
| Arnaud Assoumani    | Saut en longueur F46                                           | 2008                                              |
| Mandy François-Elie | 100 m T37                                                      | 2012                                              |
| Marie-Amélie Le Fur | 100 m T44 400 m T43/44 Saut en longueur T43/44                 | 2012 · 2016 · 2016                                |
| Nantenin Keïta      | 400 m T13                                                      | 2016                                              |

### Basket-ball en fauteuil roulant
| Nom           | Discipline(s) | Année(s) |
| ------------- | ------------- | -------- |
| Philippe Baye | —             | 1984     |
| Éric Benault  | —             | 1984     |

### Cyclisme
| Nom                | Discipline(s)                                                              | Année(s)    |
| ------------------ | -------------------------------------------------------------------------- | ----------- |
| Bernard Champenois | Course mixte LC3                                                           | 2000        |
| Laurent Thirionet  | Poursuite individuelle sur piste LC3 Course contre la montre sur route LC3 | 2004 · 2008 |

### Escrime handisport
| Nom               | Discipline(s)                                          | Année(s)                                                                  |
| ----------------- | ------------------------------------------------------ | ------------------------------------------------------------------------- |
| Serge Bec         | Épée Sabre Épée par équipes Sabre par équipes          | 1964 · 1964 · 1968 · 1964, 1968                                           |
| Aimé Planchon     | Sabre par équipes Épée par équipes Fleuret par équipes | 1964 · 1968, 1976, 1980 · 1980                                            |
| Pierre Prestat    | Épée par équipes Épée Sabre par équipes                | 1968, 1976 · 1976 · 1976                                                  |
| André Hennaert    | Sabre Sabre par équipes Fleuret par équipes Fleuret    | 1976, 1984 · 1976, 1980, 1984, 1988, 1992 · 1980, 1984, 1988, 1992 · 1984 |
| Christian Lachaud | Fleuret Épée par équipes Épée Sabre Sabre par équipes  | 1976 · 1976, 1980, 1992, 2000 · 1980 · 1980 · 1980, 1992, 1996            |
| Mohamed Ben Amar  | Épée par équipes Épée Fleuret par équipes              | 1976, 1980 · 1980 · 1980                                                  |
| Herbert Sok       | Épée par équipes                                       | 1976                                                                      |
| Cyril Moré        | Épée A Épée par équipes                                | 2004 · 2004                                                               |
| Robert Citerne    | Épée Épée par équipes                                  | 1988 · 1992, 2000, 2004, 2016                                             |
| Alim Latrèche     | Épée par équipes                                       | 2004                                                                      |
| David Maillard    | Épée par équipes                                       | 2004                                                                      |
| Laurent François  | Sabre                                                  | 2008                                                                      |
| Yannick Ifébé     | Épée par équipes                                       | 2016                                                                      |
| Romain Noble      | Épée par équipes                                       | 2016                                                                      |

### Haltérophilie
| Nom              | Discipline(s) | Année(s) |
| ---------------- | ------------- | -------- |
| Souhad Ghazouani | -67,5 kg      | 2012     |

### Judo
| Nom                        | Discipline(s) | Année(s) |
| -------------------------- | ------------- | -------- |
| Karima Medjeded            | -48 kg        | 2004     |
| Cyril Jonard               | -81 kg        | 2004     |
| Sandrine Martinet-Aurières | -52 kg        | 2016     |

### Natation
| Nom                       | Discipline(s) | Année(s) |
| ------------------------- | --- | --- |
| Béatrice Hess             | 25 m nage libre 50 m nage libre 100 m nage libre 25 m dos 50 m nage libre S5 100 m nage libre S5 200 m nage libre S5 50 m dos S5 50 m papillon S5 200 m quatre nages S5 Relais 4 x 50 m quatre nages 100 m brasse SB4 | 1984 · 1984 · 1984 · 1984, 1988 · 1996, 2000 · 1996, 2000 · 1996, 2000, 2004 · 1996, 2000 · 1996, 2000 · 1996, 2000 · 2000 · 2004 |
| David Foppolo             | 100 m nage libre 50 m dos 50 m papillon 200 m quatre nages 100 m dos S6 50 m papillon S6 Relais 4 x 50 m quatre nages S1-S6                                                                                           | 1988 · 1988 · 1988 · 1988 · 1992 · 1992 · 1992                                                                                    |
| Pascal Pinard             | 100 m nage libre S5 100 m brasse SB4 50 m papillon S5 200 m quatre nages SM5 Relais 4 x 50 m quatre nages S1-S6 100 m brasse SB6                                                                                      | 1992 · 1992, 1996 · 1992 · 1992 · 1992 · 2004                                                                                     |
| Eric Lindmann             | 400 m nage libre S7 200 m quatre nages SM6 Relais 4 x 50 m quatre nages S1-S6 100 m nage libre S7 100 m dos S7 200 m quatre nages SM7                                                                                 | 1992, 1996 · 1992 · 1992 · 1996 · 1996 · 1996, 2000                                                                               |
| Thierry Legloanic         | Relais 4 x 50 m quatre nages S1-S6 | 1992 |
| Ludivine Loiseau          | 50 m nage libre S6 4 x 50 m quatre nages 50 m papillon S6 | 1996 · 2000 · 2004 |
| Gaëtan Dautresire         | 200 m nage libre S3 | 2000 |
| Anne-Cécile Lequien       | 4 x 50 m quatre nages | 2000 |
| Virginie Tripier-Martheau | 4 x 50 m quatre nages | 2000 |
| David Smétanine           | 50 m nage libre S4 100 m nage libre S4 | 2008 · 2008 |
| Élodie Lorandi            | 400 m nage libre S10 | 2012 |
| Charles Rozoy             | 100 m papillon S8 | 2012 |

### Tennis en fauteuil roulant
| Nom               | Discipline(s)    | Année(s)         |
| ----------------- | ---------------- | ---------------- |
| Stéphane Houdet   | Double messieurs | 2008, 2016, 2020 |
| Michaël Jeremiasz | Double messieurs | 2008             |
| Nicolas Peifer    | Double messieurs | 2016, 2020       |

### Tennis de table
| Nom                      | Discipline(s)                                              | Année(s)                |
| ------------------------ | ---------------------------------------------------------- | ----------------------- |
| Michel Peeters           | Simple Classe 3 Par équipes, classe 3                      | 1988 · 1992 · 2000      |
| Isabelle Lafaye Marziou  | Classes 1-2 Par équipes, classes 1-3                       | 1996, 2004 · 2000, 2004 |
| Bruno Bénédetti          | Classe 4 Par équipes, classe 4                             | 1996 · 2000             |
| Gilles de la Bourdonnaye | Classe 10 Par équipes, classes 9-10 Par équipes, classe 10 | 1996 · 1996 · 2000      |
| Olivier Chateigner       | Par équipes, classes 9-10 Par équipes, classe 10           | 1996 · 2000             |
| Alain Pichon             | Par équipes, classes 9-10                                  | 1996                    |
| Philippe Roine           | Par équipes, classes 9-10                                  | 1996                    |
| Jean-Philippe Robin      | Classe 3 Par équipes, classe 3                             | 2000 · 2000, 2008       |
| Christophe Durand        | Classe 5 Classes 4-5                                       | 2000 · 2008             |
| Thu Kamkasomphou         | Classe 9 Classe 8                                          | 2000 · 2008             |
| Stéphanie Mariage        | Par équipes, classes 1-3                                   | 2000, 2004              |
| Pascal Verger            | Par équipes, classe 3                                      | 2000                    |
| Émeric Martin            | Par équipes, classe 4                                      | 2000                    |
| Christophe Pinna         | Par équipes, classe 4                                      | 2000                    |
| François Serignat        | Par équipes, classe 10                                     | 2000                    |
| Stéphane Messi           | Classe 7                                                   | 2004                    |
| Geneviève Clot           | Par équipes, classes 1-3                                   | 2004                    |
| Vincent Boury            | Classe 2                                                   | 2008                    |
| Yann Guilhem             | Par équipes, classe 3                                      | 2008                    |
| Florian Merrien          | Par équipes, classe 3                                      | 2008                    |
| Fabien Lamirault         | Classe 2 Par équipes, classes 1-2                          | 2016 · 2016             |
| Jean-François Ducay      | Par équipes, classes 1-2                                   | 2016                    |
| Stéphane Molliens        | Par équipes, classes 1-2                                   | 2016                    |

### Tir
| Nom                    | Discipline(s)              | Année(s) |
| ---------------------- | -------------------------- | -------- |
| Cédric Fèvre-Chevalier | Carabine à 10 m couché SH1 | 2012     |

### Voile
| Nom           | Discipline(s) | Année(s)   |
| ------------- | ------------- | ---------- |
| Damien Seguin | 2.4mR         | 2004, 2016 |

## Jeux paralympiques d'hiver

### Biathlon
| Nom             | Discipline(s)                  | Année(s)    |
| --------------- | ------------------------------ | ----------- |
| Benjamin Daviet | 7,5 km, debout 12,5 km, debout | 2018 · 2018 |

### Ski alpin
| Nom                     | Discipline(s)                                                                              | Année(s)                                           |
| ----------------------- | ------------------------------------------------------------------------------------------ | -------------------------------------------------- |
| Nicolas Bérejny         | Slalom géant, déficients visuels Slalom, déficients visuels Super G, déficients visuels    | 2006 · 2006 · 2010                                 |
| Marie Bochet            | Descente, debout Super G, debout Super combiné, debout Slalom géant, debout Slalom, debout | 2014, 2018 · 2014, 2018 · 2014 · 2014, 2018 · 2018 |
| Vincent Gauthier-Manuel | Slalom géant, debout                                                                       | 2014                                               |

### Ski de fond
| Nom               | Discipline(s)            | Année(s) |
| ----------------- | ------------------------ | -------- |
| Benjamin Daviet   | Relais ouvert 4 x 2,5 km | 2018     |
| Anthony Chalencon | Relais ouvert 4 x 2,5 km | 2018     |
| Thomas Clarion    | Relais ouvert 4 x 2,5 km | 2018     |